# Буходле (округ)
Эта статья — об округе Буходле, формальной административной единице на севере Сомали, статья об одноимённом городе, столице провинции Айн, — Буходле (город).
Округ Буходле (сомал. Buuhoodle, англ. Buhoodle District или Bohotle District) — бывший округ в провинции Тогдер государства Сомали. Само государство фактически распалось ещё в 1990-е годы, на его месте существуют многочисленные самоуправляемые образования. Де-факто провинция Тогдер в официальных границах существовала лишь с 1984 по 1991 год. В 2004 году на месте округа Буходле властями Пунтленда, контролировавшего его на тот момент, была создана отдельная провинция Айн Границы округа Буходле и региона Айн совпадают лишь приблизительно, например, в состав Айна входит южная часть округа Корале бывшего Тогдера, а в состав округа Буходле входили территории севернее Айна до города Ягори, ныне относящиеся к региону Сул. В настоящий момент Айн находится под контролем Хатумо (SSC), другого автономного государства на севере Сомали, признанного федеральным правительством в качестве автономии. Хатумо не является противником Пунтленда, поскольку клан Дулбаханте, основной в Хатумо и Пунтленде, выступает за создание единого федеративного сомалийского государства. Помимо этого, на территорию бывшего округа претендует самопровозглашённое государство Сомалиленд, которое при поддержке соседней Эфиопии не раз совершало безуспешные попытки захвата данной территории. Столица бывшего округа — город Буходле, являющийся также временной столицей Хатумо на время оккупации Сомалилендом города Ласъанод.